# Капот NACA

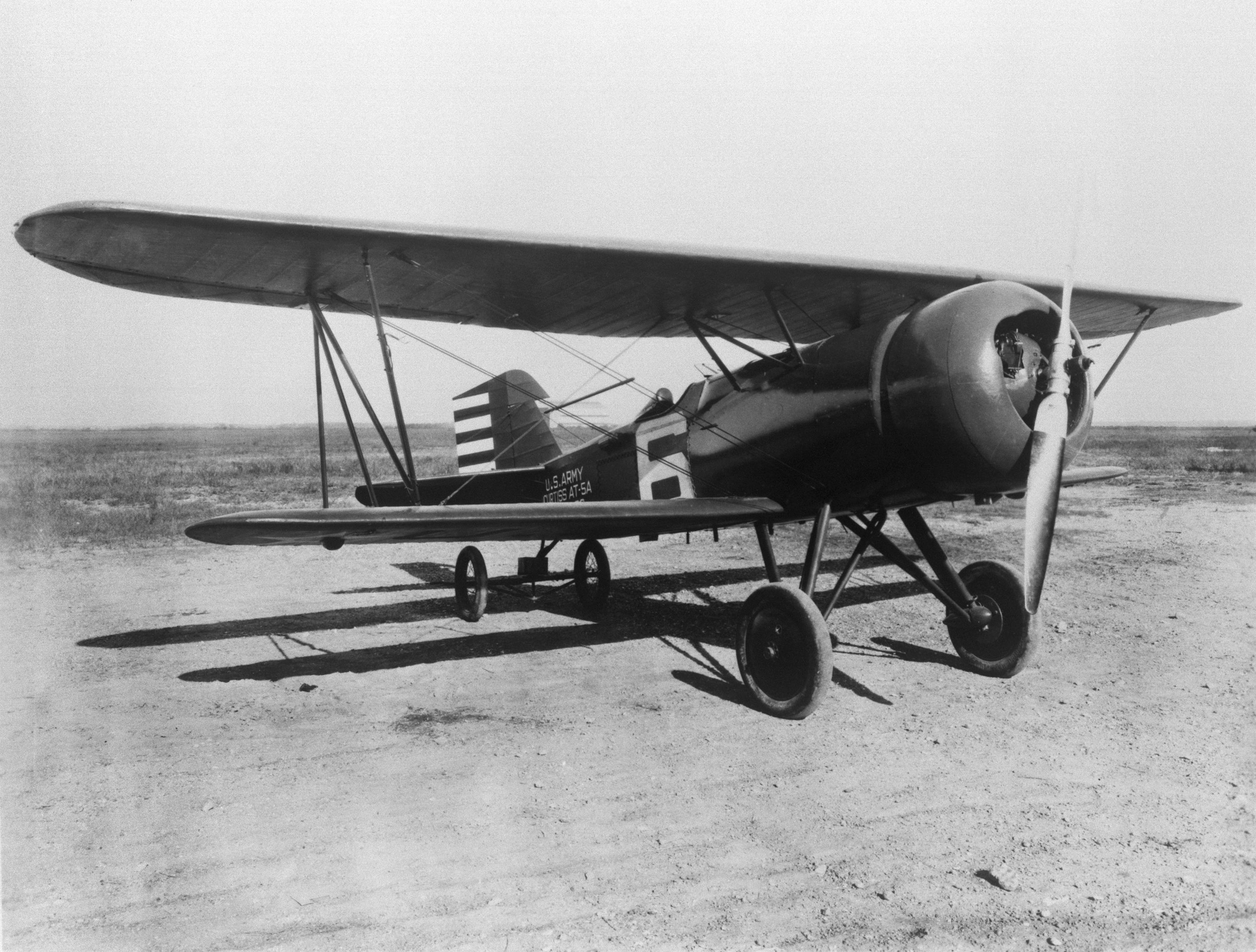
Curtiss AT-5A Hawk с капотом NACA в Лаборатории аэронавтики имени Лэнгли, октябрь 1928

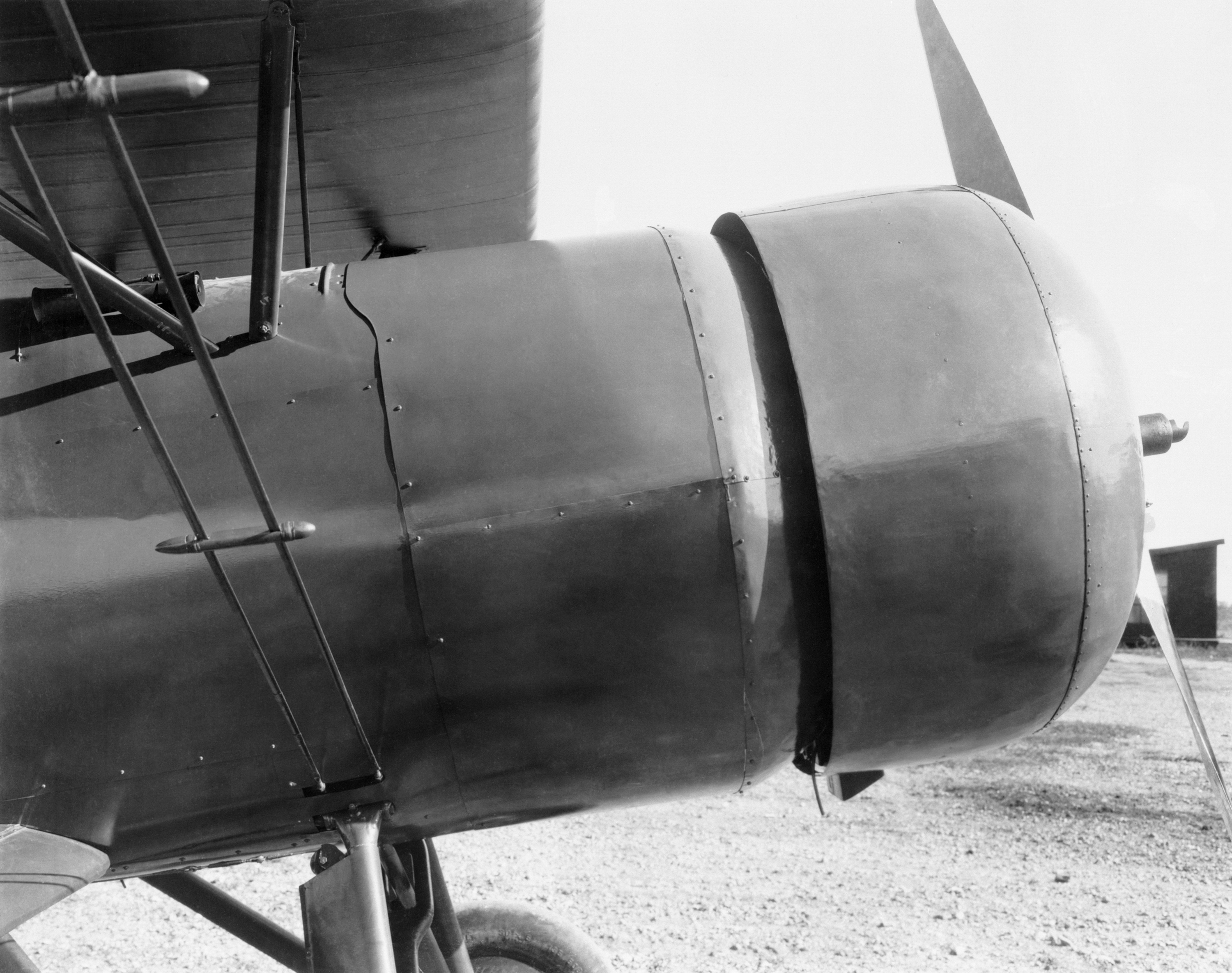
Капот NACA на самолёте Curtiss AT-5A

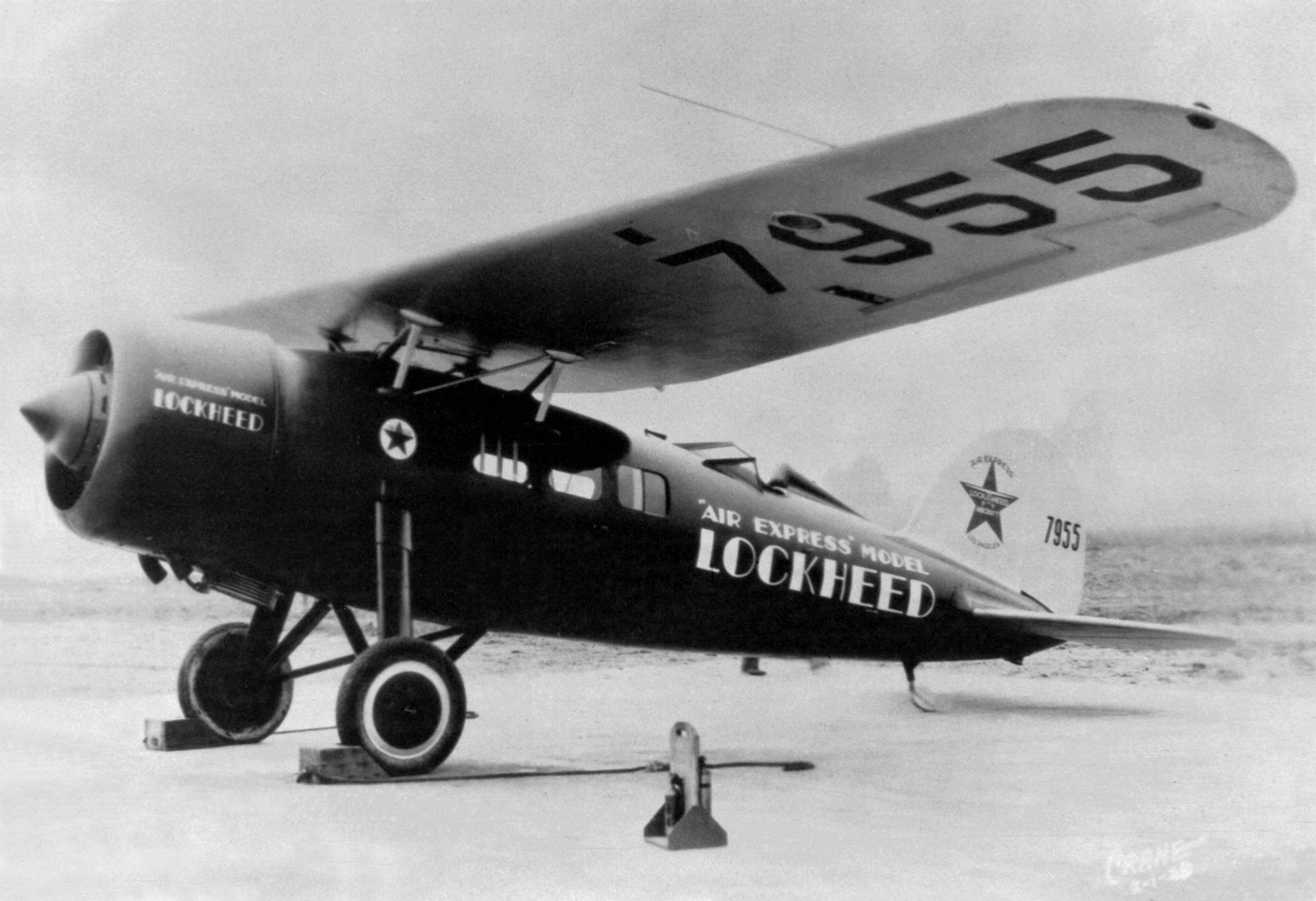
Lockheed Vega Air Express - первый самолёт, серийно оснащённый капотом NACA, 1929

Капо́т NACA (англ. NACA cowling) — разновидность аэродинамического обтекателя для радиальных авиационных поршневых двигателей, разработанный в США Национальным консультативным комитетом по воздухоплаванию (англ. NACA — НАКА) в 1927 году. Это было большим достижением в решении проблемы снижения аэродинамического сопротивления, что многократно окупило затраты на разработку и внедрение благодаря росту экономии топлива.

## Предпосылки изобретения
В 1920-е годы в авиации широко использовались звездообразные двигатели воздушного охлаждения. Благодаря применению новых материалов и улучшению формы ребристости цилиндров удалось создать двигатели большой мощности — свыше 500 л. с. В сравнении с двигателями водяного охлаждения они имели большую удельную мощность и более простую конструкцию, и были дешевле. Недостатком двигателей воздушного охлаждения было большее аэродинамическое сопротивление из-за  большего миделя и выступания в поток плохообтекаемых ребристых цилиндров.

## История
В 1927 году сотрудник Национальной физической лаборатории (англ. National Physical Laboratory, NPL)  Великобритании доктор Хьюберт Тауненд (англ. Hubert Townend) занимался изучением обтекаемости тел, фюзеляжа-монокока и корпуса дирижабля. Он обнаружил, что при расположении кольцевой поверхности у передней части исследуемого тела суммарное аэродинамическое сопротивление уменьшается. При прохождении через кольцо поток ускорялся, а увеличение скорости обтекания препятствовало преждевременному срыву потока и образованию вихрей. На основе этого исследования он разработал конструкцию обтекателя цилиндров звездообразного двигателя в форме узкого кольца, которое получило название «кольцо Тауненда».
Одновременно с Таунендом изучением лучшей формы обтекателя для авиационного двигателя воздушного охлаждения занимался американский экспериментатор Фред Вейк (англ. Fred E. Weick). В результате опытов в аэродинамической трубе в одном из научных центров NACA в 1927 году он нашёл форму капота, которая позволяла почти вдвое уменьшить лобовое сопротивление двигателя. Этот тип капота получил известность как «капот NACA». В отличие от кольца Тауненда он полностью закрывал двигатель.
Капотирование двигателей воздушного охлаждения позволило уменьшить коэффициент лобового сопротивления силовой установки до величины того же порядка, что и на двигателях с водяным охлаждением. Это и обусловило преимущественное использование звездообразных двигателей воздушного охлаждения в авиации в 1930-е годы.

## Применение
При установке капота NACA улучшалось охлаждение двигателя, и за счёт снижения аэродинамического сопротивления росла скорость полёта. Обтекатель имел осесимметричный аэродинамический профиль.
После сотен опытов в технической записке NACA Ф. Вейк в ноябре 1928 года опубликовал убедительные результаты. Тогда же Лаборатория аэронавтики имени Лэнгли приобрела истребитель-биплан Curtiss Hawk AT-5A и оборудовала его капотом вокруг радиального двигателя. Результаты были впечатляющими. Несмотря на рост веса, максимальная скорость самолёта подскочила со 190 до 220 км/ч, то есть на 16 %.
Преимущества капота NACA получили всеобщее признание в следующем году, когда Фрэнк Хоукс (англ. Frank Hawks), известный лётчик-трюкач и воздушный гонщик после оснащения капотом NACA моноплана Lockheed Air Express компании Lockheed Corporation установил новый рекорд беспосадочного перелёта между Лос-Анджелесом и Нью-Йорком со временем 18 часов 13 минут. Капот обеспечил рост скорости самолёта с 250 до 285 км/ч. После завершения полёта компания Lockheed направила в комитет NACA телеграмму со следующим текстом: «Рекорд был бы невозможен без нового капота. Все заслуги принадлежат NACA за их кропотливые и точные исследования». Использование капота NACA оценивается экономическим эффектом в 5 миллионов долларов, что превышало суммарные ассигнования NACA от его создания и до 1928 года.
Капот NACA направляет поток холодного воздуха через самые горячие точки двигателя (цилиндры и головки цилиндров). Кроме того, турбулентность потока после прохождения зоны цилиндров существенно снижалась. Суммарно все эти эффекты снижали аэродинамическое сопротивление двигателя почти на 60 %. Такие выводы были сделаны на основе различных типов радиально-поршневых двигателей, которые оснащались капотами, начиная с 1932 года.
При попытке использования капота на многомоторных самолётах конструкторы выяснили, что такая мера практически не влияет на аэродинамические показатели машины. Проведённые опыты в аэродинамических трубах показали, что капотирование даёт положительный эффект только когда двигатель расположен на носу фюзеляжа или на передней кромке крыла. К середине 1930-х годов капоты NACA стали обязательной частью конструкции военных и пассажирских самолётов с двигателями воздушного охлаждения. Благодаря их использованию скорость полёта самолета в среднем выросла на 6—10 %.